# Beauté de Versailles
‘Beauté de Versailles’ est un cultivar de rosier obtenu en 1846, par le rosiériste français Souchet,. Cette rose ancienne appartient à la classe des rosiers Bourbon. Elle était à la mode dans les années 1850/1870, mais a été détrônée dans les années 1880 par la vogue des hybrides de thé, plus résistants.

## Description
Son buisson pouvant atteindre 120 cm présente un feuillage vert clair très vernissé et des fleurs moyennes d'un rouge carmin ou cerise, devenant plus pâles au fur et à mesure et très parfumées. Elles sont pleines (26-40 pétales) en forme de coupe et bien rondes, tandis que les boutons sont pointus.
Cette variété résiste à des températures hivernales de l'ordre de -20° C.
Elle ressemble à la variété 'Georges Cuvier' avec qui elle est souvent confondue. On peut l'admirer dans certaines roseraies, comme l'Europa-Rosarium de Sangerhausen en Allemagne.